# Ex officio
Ex officio o «d'ofici» és una locució llatina que s'utilitza quan una actuació pot ésser o ha d'ésser iniciada per l'autoritat competent sense cap instància externa. Pot ser un sinònim docte per a dir «automàticament».

## Exemples
- El president de França és ex officio copríncep d'Andorra.
- En un procés penal l'actuació és produeix ex officio per iniciativa del tribunal.[2]
- El procediment d'ofici és l'obligació que tenen els jutges de prendre la iniciativa en alguns afers civils o criminals.[3]